# Locustella chengi
La buscarla de Cheng o buscarla de Sichuan (Locustella chengi) es una especie de ave paseriforme de la familia Locustellidae endémica de las montañas del interior de China. Su nombre conmemora a Cheng Tso-hsin (Zheng Zuoxin, 郑作新) (1906–1998), el fundador del museo de historia natural de Peking y premintente ornitólogo chino.

## Descripción
Es un pájaro relativamente pequeño, que pesa unos 10 gramos y mide alrededor de 13 cm. Su plumaje es en general de tonos pardo grisáceos, con la garganta y la parte central del vientre que son blanquecinos. La especie se diferencia por su plumaje y sus cantos de su pariente Locustella mandelli, con el que coincide. Locustella chengi emite un zumbido largo, seguido de un clic más corto, a menudo repetido en series, y el canto es de frecuencia más baja. Ambas especies comparten un ancestro común de hace unos 850.000 años.

## Distribución y hábitat
Se encuentra principalmente en las zonas de matorral y plantaciones de te de las montañas que rodean las llanuras del este de Sichuan, distribuido por cuatro provincias montañosas limítofes más. A diferencia de su congénere el zarzalero de Mandell, que se encuentra en las mismas montañas además de las montañas del Himalaya y el sudeste asiático, la buscarla de Cheng prefiere altitudes por debajo de los 2300 m s. n. m.